# 石头寨站
石头寨站，位于中华人民共和国贵州省黔西南布依族苗族自治州安龙县，是南昆铁路上的火车站，建于1997年，由南宁铁路局管辖。

## 車站周邊
- 石头寨
- 石头寨特大桥
- 汕昆高速

## 歷史
建于1997年。